# 小瘤果茶
小瘤果茶（学名：Camellia parvimuricata）是山茶科山茶属的植物，为中国的特有植物。分布在中国大陆的四川、湖北、湖南等地，生长于海拔600米至1,100米的地区，多生于路边灌丛、林缘、山坡林中或阳坡，目前尚未由人工引种栽培。

## 异名
- Camellia parvimuricata H. T. Chang var. songtaoensis Lan et Zhang ex Ming